# Krokiet

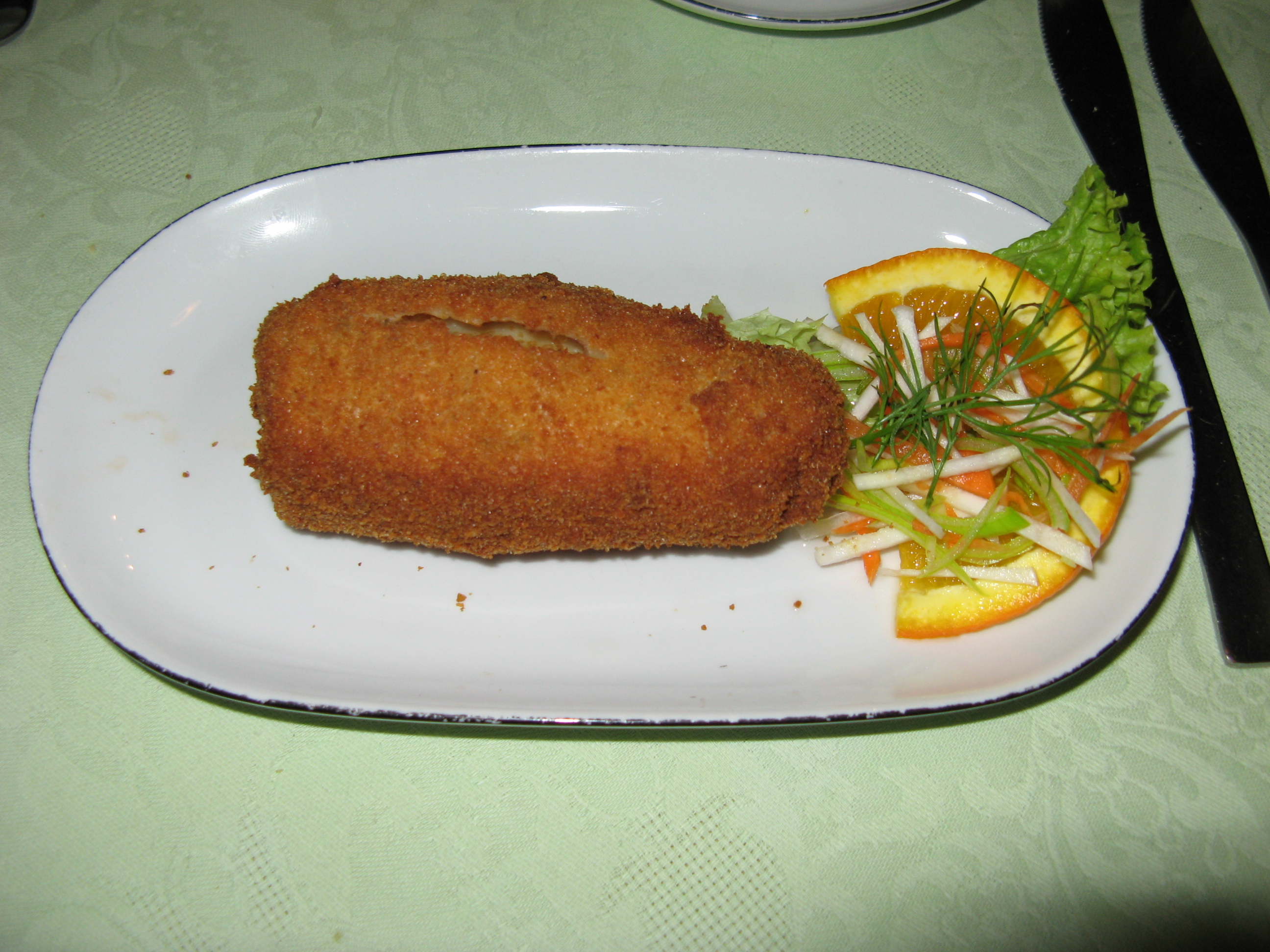
Krokiet – traditionelle Beilage

Krokiet (Plural: Krokiety, Diminutiv: Krokiecik) nennt sich die polnische Form der Krokette. 
Die in Polen verbreiteten Kroketten sind am ehesten mit den niederländischen Fleischkroketten (Vleeskroketten) zu vergleichen, mit denen sie auch dieselbe französische Herkunft verbindet. Krokiety dienen in der polnischen Küche als Beilagen zu Suppen und Pilzgerichten, traditionell besonders zu rotem Barszcz. Sie werden auch gerne als Imbiss verzehrt. Eine ähnliche Rolle spielen Kołaczyki, gefüllte Hefeküchlein. Mit Kartoffelkroketten haben sie dafür kaum etwas gemeinsam.
Die Grundlage für Krokiety bilden dünne Eierpfannkuchen und verschiedenartige pikante Füllungen. Zur Herstellung eines Krokiet wird ein Pfannkuchen mit Füllung bedeckt und so gefaltet, dass er einem geschlossenen Umschlag ähnelt. Dann wird er in Mehl und Ei gewendet, paniert und in einer Pfanne in heißem Fett ausgebacken. Verbreitet sind vor allem vier Füllungen für Krokiety: aus Sauerkraut und Pilzen, aus Fleisch mit Ei, aus Fleisch und Sauerkraut sowie aus Fleisch und Pilzen – jeweils mit Gewürzen.   